# Seznam francoskih jezikoslovcev
Seznam francoskih jezikoslovcev.

## A
- Jean Joseph Marie Amiot
- Jean-Claude Anscombre

## B
- Baillet ?
- Roland Barthes
- Pèire Bèc
- Émile Benveniste (1902-76)
- Samuel Bochart
- Michel Bréal (1832–1915)

## C
- Jean-François Champollion
- Antoine Leonard de Chézy
- André Clas
- Marcel Cohen
- Louis Combes (ps. Joan de Cantalausa)
- Louis Couturat

## D
- Albert Dauzat (1877–1955)
- Oswald Ducrot (1930-2024)
- Georges Dumézil (1898-1986)

## F
- Jean Filliozat
- Nicolas Fréret

## E
- Alfred Ernout?

## G
- Yves Gentilhomme (1920-2016) (tudi matematik)
- Algirdas Julien Greimas (litovskega rodu)
- Jules Gros

## H
- Gérard Huet (tudi računalničar, matematik)

## J
- Joël Bellassen

## K
- Julia Kristeva

## L
- Emmanuel Laroche
- Léopold Leau
- Hervé Le Tellier

## M
- André Martinet (1908-1999)
- Jeanne Martinet (1920-2018)
- Henri Maspero (sinolog)
- André Mazon
- Antoine Meillet (1866–1936)
- Joachim Menant
- Jean-Claude Milner
- Jacques Moeschler (Švicar)

## N
- Georges Nivat

## P
- Paul Passy
- Michel Pêcheux
- Jean Poirot
- Alain Polguère
- Georges Poulet

## R
- Anne Reboul (Švicarka)
- Alexandre de Rhodes
- Michel Riffaterre?
- Irène Rosier-Catach
- Théodore Rosset
- Pierre Rousselot /Jean-Pierre Rousselot
- Arsène Roux

## S
- Achille Harlay de Sancy
- Ferdinand de Saussure (Švicar)

## T
- Lucien Tesnière
- Michel Thomas

## V
- André Vaillant (1890–1977)
- Joseph Vendryes (1875–1960)
- Boris Vildé
- Claude Vincenot

## W
- Gaston Waringhien